# كريستوفر آر. هيل
كريستوفر آر. هيل (بالإنجليزية: Christopher R. Hill)‏ (و. 1952  م) هو دبلوماسي أمريكي، ولد في رود آيلاند، وهو عضوٌ في فرق السلام.

## مناصب
تولى منصب Assistant Secretary of State for East Asian and Pacific Affairs ‏
- سفير.

## التعليم
وُلد هيل في باريس، وعندما كان طفلاً ، سافر مع أسرته إلى العديد من البلدان. بعد طرد الدبلوماسيين الأمريكيين من هايتي، انتقلت عائلة هيل إلى ليتل كومبتون، رود آيلاند، حيث التحق هيل بمدرسة موسيس براون في بروفيدنس، رود آيلاند، وتخرج منها عام 1970، ثم تابع دراسته في كلية بودوين وحصل على بكالوريوس الآداب في الاقتصاد عام 1974.
كان هيل أحد المتطوعين في فيلق السلام في الكاميرون من عام 1974 إلى عام 1976. حصل هيل على درجة الماجستير من الكلية الحربية البحرية عام 1994.
ينسب هيل الفضل في عمله مع فيلق السلام إلى تعليمه دروسه الأولى في الدبلوماسية. عمل هيل كمتطوع مع اتحادات ائتمانية، وعندما اكتشف أن أحد أعضاء مجلس الإدارة قد سرق 60 في المائة من أموال أعضائه، قام بالإبلاغ عن المخالفات لأعضائها، الذين أعادوا إنتخابهم على الفور. قال هيل أن الدرس كان: "عندما يحدث شيء ما، فإنه يحدث لسبب ما وأنت تبذل قصارى جهدك لفهم هذا السبب، ولكن لا تعتقد بالضرورة أنه يمكنك تغييره."

## وصلات خارجية
- كريستوفر آر. هيل على موقع IMDb (الإنجليزية)
- كريستوفر آر. هيل على موقع مونزينجر (الألمانية)
- كريستوفر آر. هيل على موقع إن إن دي بي (الإنجليزية)

- كريستوفر آر. هيل في قاعدة بيانات الأفلام على الإنترنت